# Emil Frey (polityk)
Emil Frey (ur. 24 października 1838, zm. 24 grudnia 1922) – szwajcarski polityk, członek Rady Związkowej od 11 grudnia 1890 do 11 marca 1897. Kierował Departamentem Wojskowym (1891-1897).
Był członkiem Radykalno-Demokratycznej Partii Szwajcarii.
Przewodniczył Radzie Narodowej (1875-1876). Od 1882 do 1888 zajmował stanowisko szwajcarskiego posła w Waszyngtonie. Pełnił też funkcję wiceprezydenta Konfederacji na rok 1893 i prezydenta na rok 1894. W latach 1897–1921 był sekretarzem generalnym Międzynarodowej Unii Telekomunikacyjnej.